# NK Maribor II
El NK Maribor II fue un equipo de fútbol de Eslovenia que jugó en la 3. SNL, la cuarta división de fútbol en el país.

## Historia
Fue fundado en junio de 2014 en la ciudad de Maribor como el equipo reserva del NK Maribor, aunque participan como cualquier otro club de Eslovenia, pero con reglas especiales, entre ellas está que no puede jugar en la Prva SNL, aunque fue hasta el año 2016 que tampoco podían jugar en la 2. SNL debido al anterior reglamento que tenía la Asociación de Fútbol de Eslovenia.
El equipo debe estar integrado principalmente por jugadores que tengan entre 17 y 23 años de edad con excepciones como jugadores del primer equipo, y pueden ser elegibles para jugar en el primer equipo en caso de lesiones.
El club jugó su primer partido oficial el 10 de julio de 2014 en la ciudad de Dokležovje ante el FK Sloboda Tuzla de Bosnia y Herzegovina, el cual perdieron 0-1. Su primer partido oficial lo jugaron el 24 de agosto de 2014 ante el NK Mons Claudius en la ciudad de Rogatec y que ganaron 9-1. su primera derrota en un partido oficial fue hasta la jornada 7 de la temporada 2014/15 ante el NK Podvinci el 12 de octubre de 2014 en la ciudad de Podvinci con marcador de 0-1.
En esa temporada ganaron su Zona, pero por reglamento no pudieron ascender de categoría.
El equipo fue disuelto al terminar la temporada 2016/17

## Palmarés
- 3. SNL - Norte: 2

2014/15, 2016/17